# Csobán
Csobán est un prénom hongrois masculin.

## Étymologie
Ancien nom de personne hongrois, variante du nom ancien Csabán qui était probablement un titre honorifique d'origine turque ancienne et qui est par ailleurs lié au mot hongrois csobán « berger » emprunté plus récemment au turc ottoman ou au roumain.